# إيسيدرو ميشيل لوبيز
إيسيدرو ميشيل لوبيز (بالإسبانية: Isidro Michel López)‏ هو عسكري مكسيكي، ولد في 15 مايو 1870 في أوتلان دي نابارو ‏ في المكسيك، وتوفي بنفس المكان في 6 أبريل 1942.